# 切萨皮克湾大桥
切萨皮克湾大桥（Chesapeake Bay Bridge，俗称海湾大桥，Bay Bridge），是美國马里兰州的一个主要双跨桥。跨过切萨皮克湾，大桥连接本州的东海岸乡村地区与西海岸的城市地区。首跨在1952年开通，拥有4.3英里（6.9）的长度，使它成为当时世界上最长的水上连续钢结构建筑。另一跨在1973年加入。桥的正式命名为小威廉·普雷斯顿·兰恩纪念桥（William Preston Lane, Jr. Memorial Bridge），该命名为本桥的发起人，时任马里兰州州长。
这座桥是美国50和301国道的重要组成部分。作为美国50号公路的一部分，它连接巴尔的摩-华盛顿大都会区与马里兰州海洋城和其他沿海旅游地点。作为301国道的一部分，它提供给95号州际公路（连接北特拉华州和华盛顿特区）旅客另一条路径。因此，大桥交通繁忙，成为一个交通堵塞区，尤其是在高峰时段和夏季。

## 历史

### 提议与轮渡
早在19世纪80年代，探索建设一座横跨切萨皮克湾的大桥的可行性就已开始。  第一个提议在1907年出现，提出要求设立连接巴尔的摩与Tolchester海滩的横渡；其他的提议在1918年，1919年，1926年和1935年出现，提议建桥，位置相同。1927年，当地商人授权资助设立巴尔的摩与Tolchester海滩之间横渡的建设。计划设立后，因为1929年股灾而被取消。
从殖民时期到大桥完工，轮渡一直是跨湾交通的主要模式。第一条航线从安纳波利斯开到肯特岛上的Broad Creek，也就是现在大桥大致的位置。  1919年，Claiborne-Annapolis渡轮公司开始运营Claiborne和Annapolis之间的航线，两者都在圣迈克尔附近。1930年7月，该公司增加了一条新航线，从安纳波利斯到Matapeake，距离显著缩短。国家道路委员会在1941年接管了轮渡，两年后，委员会将Annapolis–Matapeake渡轮的西处渡口移至沙岬，缩短了行程。

### 施工
1938年马里兰州议会的提议，首次要求在沙岬与肯特岛之间建桥。  虽然立法通过了大桥建设，但是美国参加二战，使得施工推迟。1947年，随着战争结束，在马里兰州州长小威廉·普雷斯顿·兰恩的带领下，议会通过了立法，指导国家道路委员会开始施工。  1949年1月动土建造，1952年7月30日，大桥通车，同时成为最长的水上连续钢结构与世界第三长桥。 兰恩州长在1967年早些时候去世，同年11月9日，大桥正式更名为小威廉·普雷斯顿·兰恩纪念大桥，以题献兰恩。

### 1973年扩建
也是在1967年，由于持续增加的通车量，马里兰州议会授权三个可行的新横渡（于1964年切萨皮克湾横渡研究中提出）。  三项分别是，巴尔的摩附近一处，南马里兰州一处，或给现行大桥增加一跨；最终，第三项被采用。新跨于1969年开始建设在原桥北侧，于1973年6月28日完工。

### 显著事件

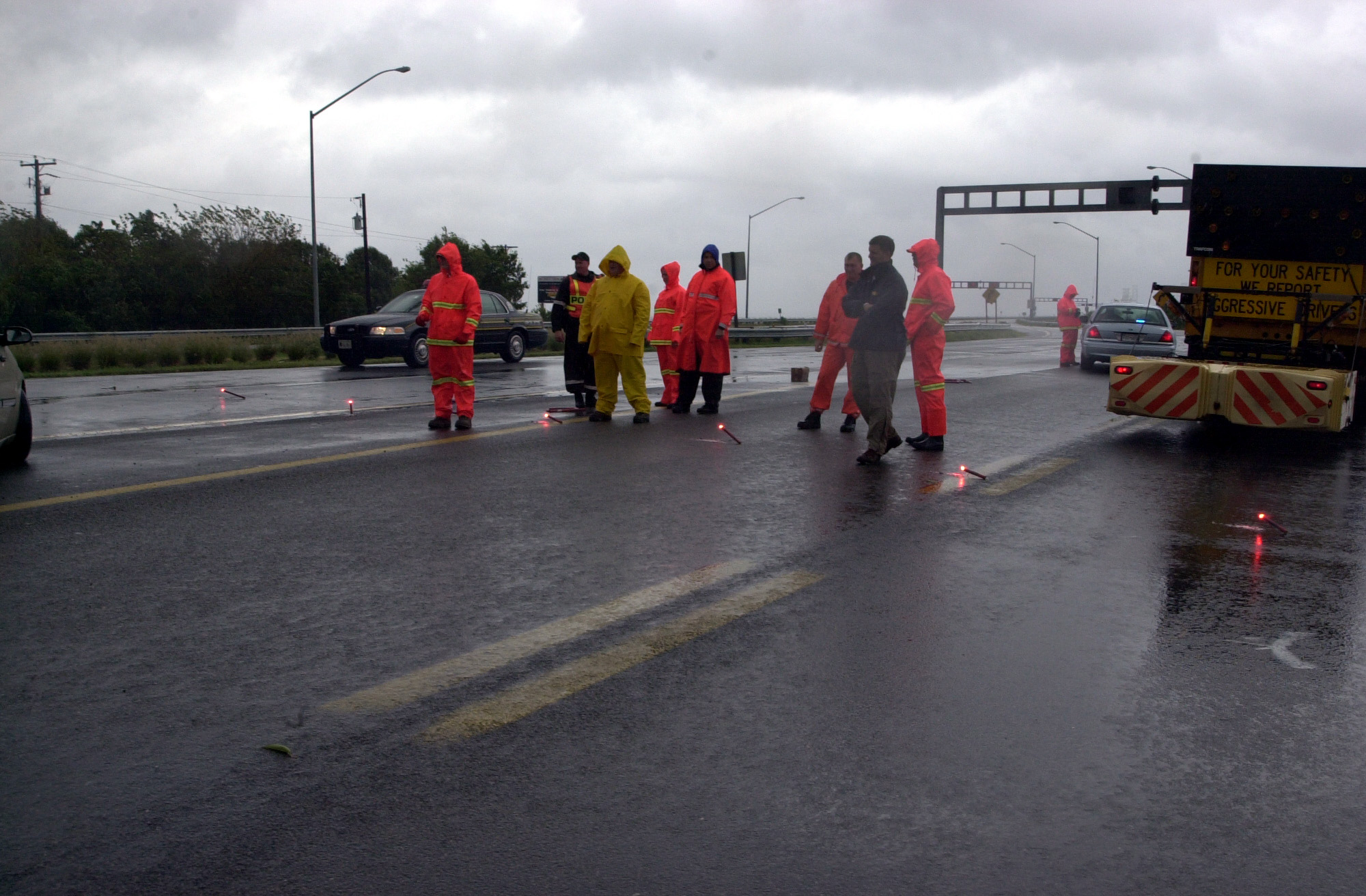
伊莎贝尔飓风风速过高时，警方阻止了通向大桥的交通。

过去发生过几起与桥有关的事件。某些情况，会导致大桥两侧道路封闭和交通堵塞。2003年9月18日，伊莎贝尔飓风使大桥暂时关闭，标志着首次天气引起的关闭。  马里兰州的其他大桥，甚至如附近的肯特隘口桥之类的小桥也因此关闭。
2008年8月10日，一辆卡车迎头相撞，跌落大桥；司机死亡。  此事件引起关注，认为大桥结构并不安全，但是马里兰州交通管理局不认为大桥有结构问题。  事发后几周的大桥检查中发现，围栏内部钢筋腐蚀恶化；这促使围墙迅速整修。
2011年8月27日，受飓风艾琳影响，大桥关闭所有交通。风速持续超过每小时55英里，州长Martin O'Malley下令封闭大桥。自2003年算起，这是史上第二次因天气原因封闭大桥。
2012年6月20日，因为起重机要运往巴尔的摩，大桥东西行方向都封闭。下午1至2时，由于担心往来者观看设备运过大桥而造成事故，马里兰运输管理局封闭大桥40分钟。

## 参数与运作

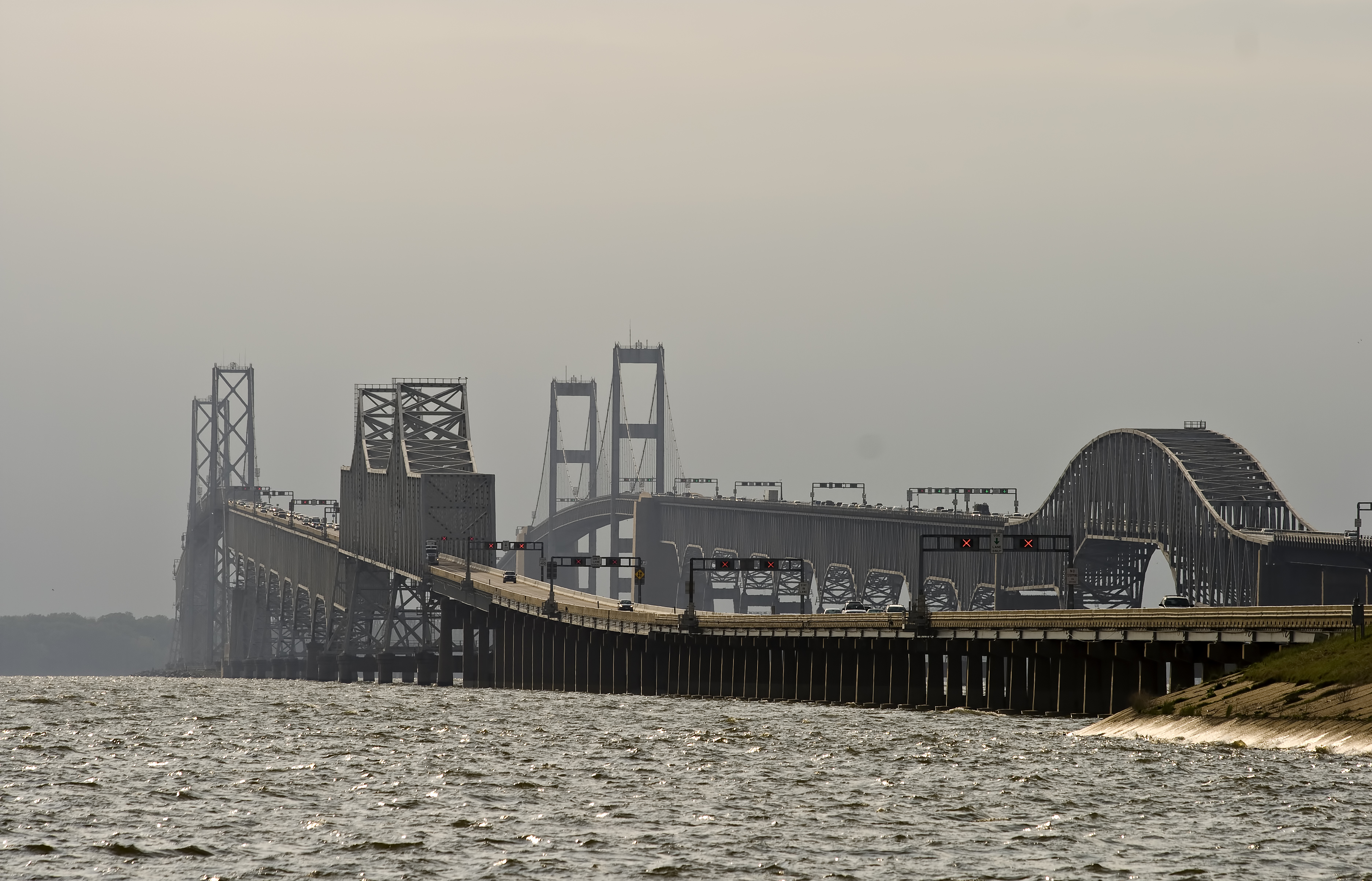
从安妮女王县看到的大桥两跨，1952年初跨在1973年新跨的前面。

海岸间的长度为4.33和4.35英里（6.97和7.00），身为马里兰最长的固定跨水交通，大桥两跨同时也是世界上最长的水上建筑之一。大桥的西侧终点位于沙岬州立公园，公园坐落在安妮阿伦德尔县，安纳波利斯西北侧，东侧终点位于安妮女王县肯特岛的Stevensville。

### 结构细节
尽管两跨车道数量相异（原跨两车道，新跨三车道），以及有由于不同时期设计标准不同造成的差异，但两跨结构相似。两跨均由J.E.格雷纳公司设计（现在为URS公司的一部分）。 每跨特点：
- 两处海运航道上的路段：
  - 西侧航道上为悬索桥段，长3,200-英尺（975-），最高净空186英尺（56.7），足以让远洋船只与高桅横帆船通过。
  - 东侧航道为桁架悬臂桥段，最高净空58英尺（17.7）。
- 上承式桁架和钢梁结构贯穿主体。
- 近海处采用混凝土梁结构
- 西侧终点大桥呈曲线，按照美国陆军工程兵团要求，此目的为使主桥部分垂直经过航道。[16]

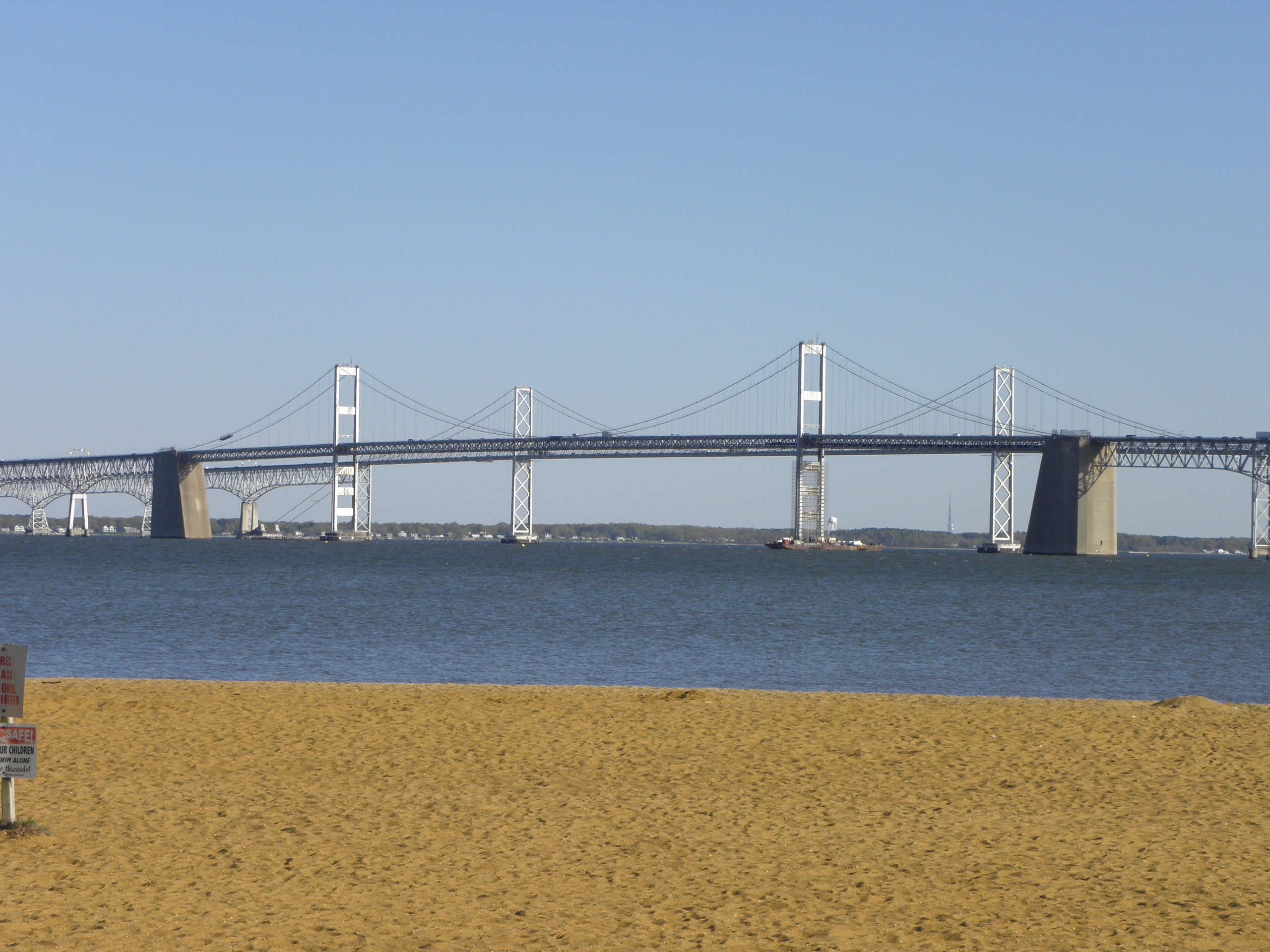
从桑迪沙岬州立公园看到的大桥

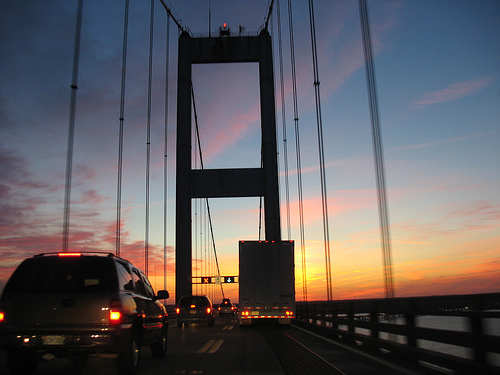
日落时的西行方向。最左侧车道禁止了西行方向的车辆。

### 流量控制
大桥五个车道的交通模式可由车道控制系统调整，两段大桥的两端均有头顶车道控制信号。通常情况下，南跨双车道设为东向车辆穿行，东50国道，北指301国道；北跨三车道设为西向车辆穿行，西指50国道，南指301国道；因此，双跨也称为“东向段”和“西向段”。然而，交通事故期间或者旅游旺季，模式调整：如，周末开始时，有大量开向沙滩的车流，于是西向段的一条车道就用于东向交通。
开始于2006年，东向大桥沿线安置了粉色标记，用于指示余下路程，这和明尼苏达州和宾夕法尼亚州使用的系统相似。标记是马里兰交通管理局“Pace your Space”运动的一部分，意图防止撞车与追尾造成的交通堵塞。

### 通行费与服务费
大桥由马里兰州交通管理局（MdTA）运作，只有一个方向（东向）收费，两轴车6.00美元；持有E-ZPass并加入海湾大桥穿梭计划的车辆支付2.10美元。
MdTA与私营公司合作为紧张的司机（大桥恐惧症）与自行车者提供了过桥服务，司机25美元，自行车者30美元。

## 海湾大桥行走与跑步
虽然大桥没有人行设施，但是大桥行走与州长跑步比赛提供了步行穿过大桥的机会，通常在5月的第一个周日。 项目举行在东向段，届时对车辆关闭，双向车流共用西向段。参与者在东侧（肯特导）开始，向西向到达收费广场的终点。WMATA和MTA提供巴士交通将参与者运输于停车场和起终点之间。
跑步比赛共10公里，在早晨举行，并在步行之前。它由安纳波利斯阔步者指挥，一个当地的跑步组织，并由MdTA和马里兰自然资源部门控制。收益流向切萨皮克湾信托，用于维护海湾。
首次行走在1975年举行，在那之前，有一个托森童子军领队问当时的州长马文·曼德尔，大桥维护期间，他的军队是否可以步行穿过大桥。 由于恶劣的天气条件，1980年，年度步行首度取消，而后本世纪00年代又常常取消。下列时期步行取消：
- 2002年和2007年由于恶劣的天气条件。 [24] [25]
- 2003年和2005年，由于安全方面的考虑。 [25]
- 2008年，2009和2010年，由于西侧大桥的建筑活动地点位于本应该作为参与者举行的位置。[26] 同时，财政原因也被视为2010年取消的一个因素。[27]
- 2011年因财政问题。 [28]
- 2012年未原因未公开。 [29]

2005年取消后，出于交通，财政，人力，安全的考量，MDTA考虑削减该项目频率。最近一次项目（2006年举办）花费350,000美元，预计2012年花费为400,000美元。2011年底，非盈利组织大华盛顿地区体育联盟（GWSA）与MdTA资本委员会联系，提议赞助此项目，同时在沙岬州立公园举办音乐会，MdTA无需花钱。虽然，资本委员会一致推荐MdTA理事会许可，基于GWSA和MdTA协定的提议，但2012年项目最终还是被取消。

## 冲击

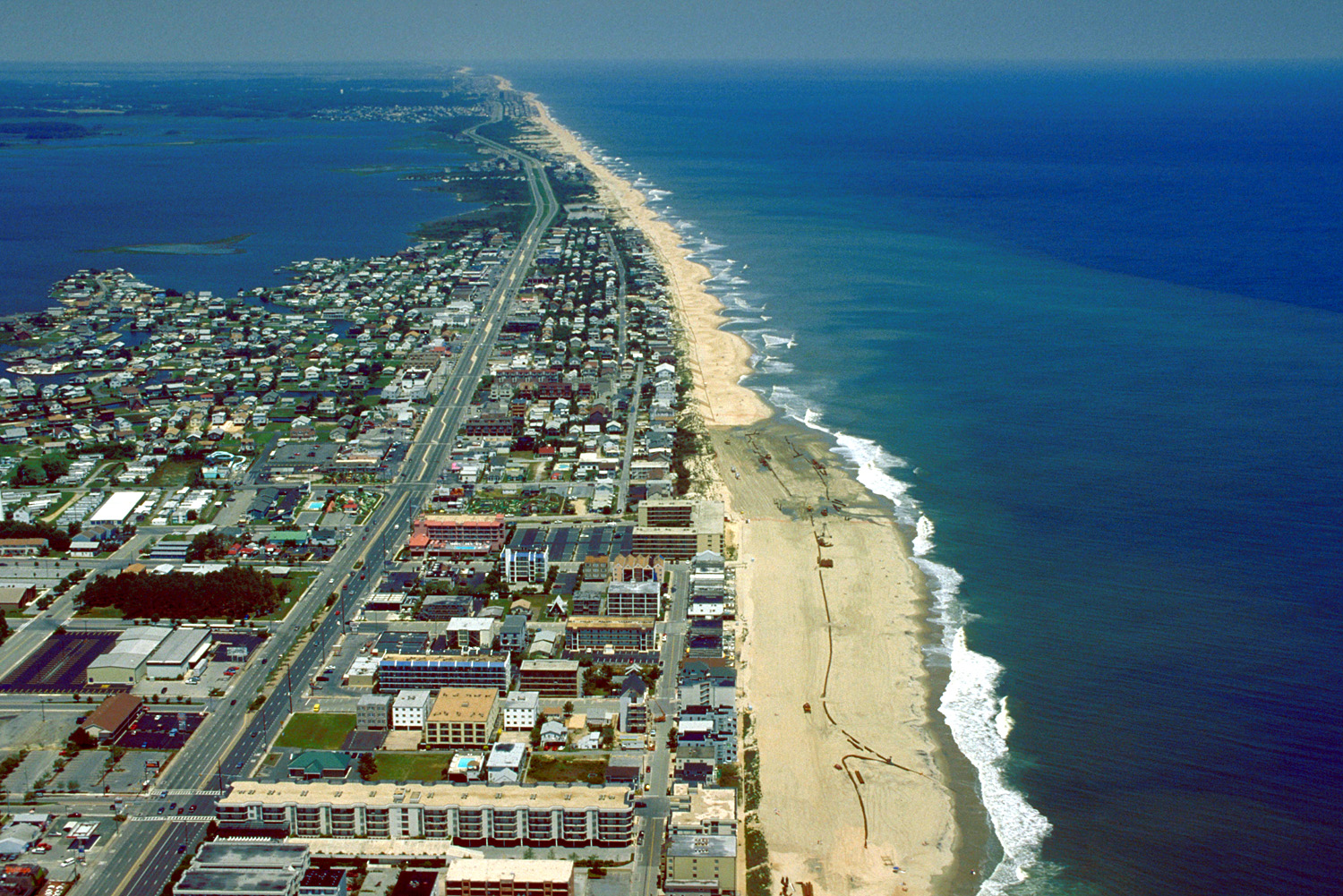
大桥完工后的几年，海洋城（如图）显著增长。

自大桥建设以来，海湾两侧明显受到影响，东海岸社区的增长也在其中。1952年大桥开通，1973年扩建，东海岸更容易通往巴尔的摩和华盛顿，致使安妮女王县南部地区成为近郊住宅区。巴尔的摩-华盛顿郊区的扩展使安妮女王县被列为巴尔的摩-华盛顿大都会区的一部分。大桥也为西海岸到海洋城之间交通提供了便利，使得海洋城从一个小城镇发展为夏季马里兰的第二大城市。
1948年，大桥即将完工，将50号国道延长到海洋城。 此国道沿马里兰404号公路走廊与大部分213国道延伸，于是缩短了这两条路。20世纪50年代,西海岸的50号国道改道成为提议许久的安纳波利斯-华盛顿高速公路（现称约翰·汉森公路），目的为提供连接大桥的更好的途径。  至于东海岸，尤其是海洋城的增长，使得50号国道进一步升级与重新调整。工程包括，先前提到的1973年大桥扩建，50号国道东向延伸到昆斯敦（在此分为50和301国道），2003年50号国道到Salisbury支路的联通。此外，近年来道路也已升级和重新配置，从原来的双车道设置到现在的四车道隔离高速公路，于1991年绕过更改的最后一部分，维也纳。  2008年起，50号公路有了进一步升级计划，其中包括，延伸安妮女王县部分的高速公路至怀米尔斯外的马里兰404号公路，并代替老化的哈里·W·凯利纪念大桥。

## 未来扩展

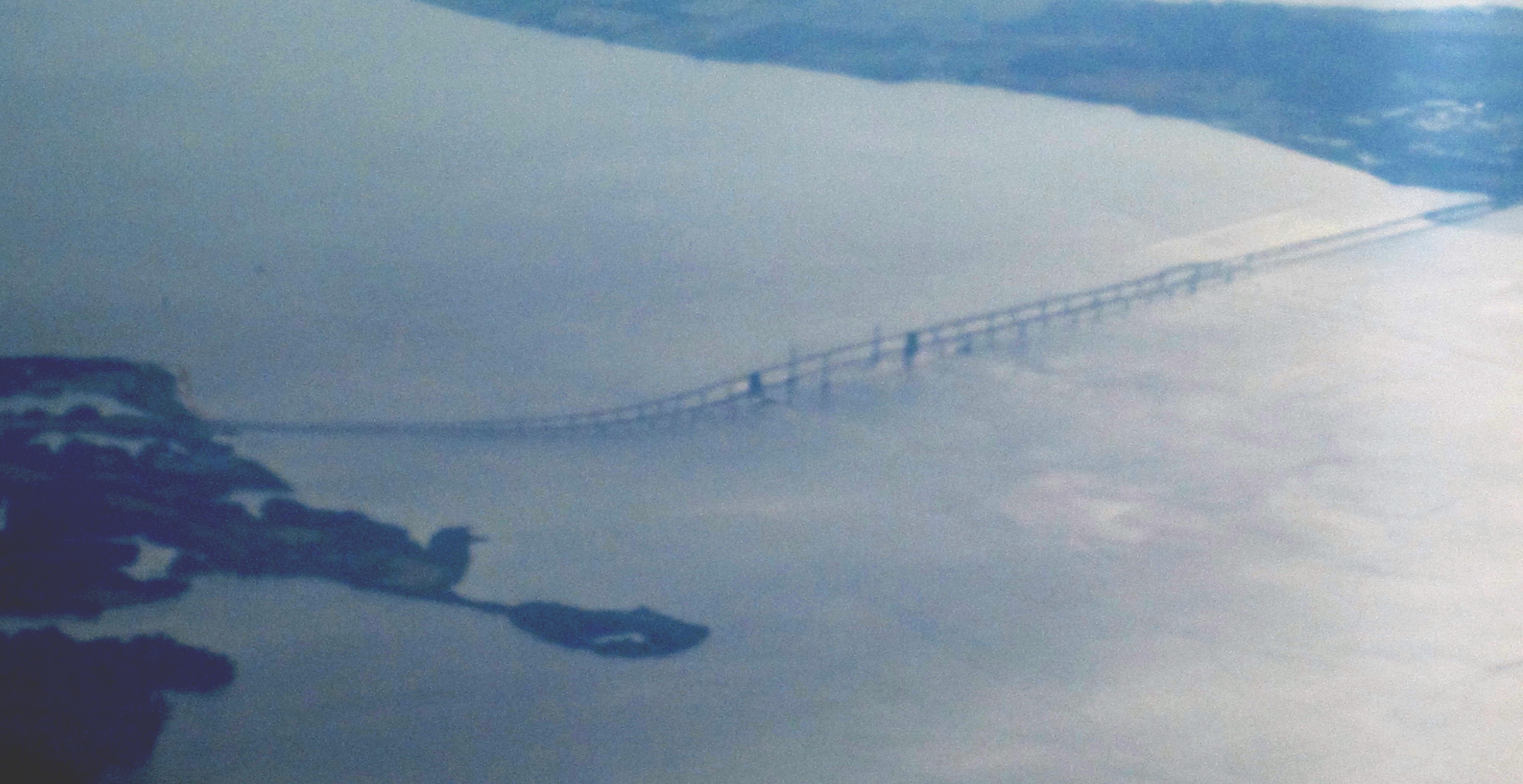
空中看大桥

2004年12月，一项研究认为，预计2025年，大桥交通会增加40%。次年，马里兰州长罗伯特·埃利成立专案组，再次开会探讨建立新的跨海交通的可行性。  专案组认为，大桥仍为建立新路线的最佳方式，共探讨了四个地理位置：巴尔的摩县到肯特县，安妮阿伦德尔县到安妮女王县（现存大桥的位置），安妮阿伦德尔或卡尔弗特县到塔尔博特县，和卡尔弗特县到多尔切斯特县。2006年底，专案组发布研究报告，但未提出最终建议；专案组人员请求额外时间继续研究。

## 注
1. ↑  Maryland State Highway Administration.  (PDF). 2008  [2010-02-24]. （原始内容 (PDF)存档于2019-04-05）.
2. ↑  Maryland State Highway Administration.  (PDF). 2008  [2010-02-24]. （原始内容 (PDF)存档于2019-04-05）.
3. 1 2 3 4   (PDF). Maryland Transportation Authority.   [2007-10-26]. （原始内容存档 (PDF)于2009-05-15）.
4. 1 2 3  Kozel, Scott. . Roads to the Future.   [2007-10-26]. （原始内容存档于2018-10-11）.
5. ↑  Gayman, Jennifer. . Maryland Online Encyclopedia.   [2007-11-18]. （原始内容存档于2010-08-23）.
6. 1 2  . baybridge.com.   [2008-02-05]. （原始内容存档于2008-07-01）.
7. ↑  . baybridge.com.   [2008-02-05]. （原始内容存档于2008-07-01）.
8. ↑  . Indepth:Forces of Nature (CBC News). September 18, 2003  [2007-11-16]. （原始内容存档于2003-09-20）.
9. ↑  Martin, Patrick. . World Socialist Website. September 25, 2003  [2007-11-16]. （原始内容存档于2012-10-30）.
10. ↑  St. George, Donna; Birnbaum, Michael. . The Washington Post. August 11, 2008  [2008-08-11]. （原始内容存档于2018-12-15）.
11. ↑  May, Adam. . WJZ. 2008-08-11  [2008-08-12]. （原始内容存档于2008-08-25）.
12. ↑  Witte, Brian. . Examiner.com. 2008-08-11  [2008-08-12]. []
13. ↑  Dominguez, Alex. . The Free Lance-Star. August 27, 2008  [2008-08-30]. （原始内容存档于2009-05-08）.
14. ↑  Freedman, Amy. . June 2012  [2012-08-14]. （原始内容存档于2012-08-04）.
15. ↑  Legler, Dixie; Highsmith, Carol. . Crownsville, Md.: Maryland Historic Trust. 2002: 46  [2012-08-14]. ISBN 1-878399-80-2. （原始内容存档于2009-05-10）.
16. ↑  . Maryland Transportation Authority.   [2007-10-09]. （原始内容存档于2007-09-28）.
17. ↑  . Maryland Transportation Authority.   [2007-10-09]. （原始内容存档于2007-12-27）.
18. ↑  Gramlich, John. . Stateline.Org. July 7, 2006  [2012-08-14]. （原始内容存档于2007-12-27）.
19. ↑  .   [11/5/2011]. （原始内容存档于2012-11-20）.
20. ↑  . Maryland Transportation Authority.   [2009-11-30]. （原始内容存档于2009-10-06）.
21. 1 2   (新闻稿). Maryland Department of Transportation. 2007-02-23  [2008-09-01]. （原始内容存档于2008-11-21）. The first Sunday in May means Bay Bridge Walk
22. ↑  . Annapolis Striders.   [2007-11-16]. （原始内容存档于2007-10-27）.
23. ↑  Kozel, Scott. . Roads to the Future.   [2007-11-16]. （原始内容存档于2018-12-15）.
24. ↑  Schuyler, Jim. . WJZ-TV. May 6, 2007  [2007-11-16]. （原始内容存档于2007-12-27）.
25. 1 2  Yanovits, Dave. . The Washington Post. May 7, 2007  [2007-11-16]. （原始内容存档于2019-04-05）.
26. ↑  . WTOP News. December 6, 2007  [2008-02-06]. （原始内容存档于2017-05-21）.
27. ↑  Basch, Michelle. . WTOP.   [2010-03-14]. （原始内容存档于2013-01-05）.
28. ↑  .   [2011-03-31]. （原始内容存档于2011-03-03）.
29. ↑  . Maryland Transportation Authority.   [2012-08-14]. （原始内容存档于2012-09-04）.
30. ↑   (PDF). Maryland Transportation Authority.   [2012-08-14]. （原始内容存档 (PDF)于2012-05-02）.
31. ↑  Johnson, Darragh; Hernandez, Nelson. . The Washington Post. July 30, 2002  [2007-10-09]. []
32. ↑  . August 10, 2007  [2007-11-16]. （原始内容存档于2009-07-29）.
33. ↑  Anderson, Steve. . dcroads.net.   [2008-02-06]. （原始内容存档于2019-01-19）.
34. ↑  Dukes, Corey. . Delmarva Highways. August 1, 2007  [2007-10-09]. （原始内容存档于2007-10-20）.
35. ↑  Dukes, Corey. . Delmarva Highways. January 19, 2004  [2007-10-09]. （原始内容存档于2007-09-27）.
36. ↑  Berman, Dori. . The Baltimore Daily Record. June 27, 2005  [2008-02-05]. （原始内容存档于2016-01-08）.
37. ↑   (pdf). Maryland Transportation Authority.   [2008-02-05]. （原始内容存档 (PDF)于2007-01-24）.
38. ↑  Wyatt, Kristen. . WTOP news. August 29, 2006  [2008-02-05]. （原始内容存档于2013-01-05）.